# يو اس روت 14
طريق يو اس روت 14 (U.S. Route 14) طريق من الشرق إلى الغرب وأحد طرق نظام الطرق السريعة المرقمة بالولايات المتحدة الأصلي لعام 1926. ويبلغ طوله حاليًا حوالي 1445 ميلاً (2،326 كم)، ويمتد معظمه موازياً تقريبًا لطريق إنترستيت 90 (I-90).
تقع النهاية الشرقية للطريق السريع في شيكاغو، إلينوي. ونهايته الغربية هي المدخل الشرقي لمتنزه يلوستون الوطني في وايومنغ، مع النهاية الغربية لطريق يو اس روت 16 والنهاية الغربية للجزء الشرقي طريق يو اس روت 20.